# John Piper (predicatore)
John Stephen Piper (Chattanooga, 11 gennaio 1946) è un predicatore battista statunitense.
John Piper è inoltre uno scrittore ed è fondatore dell'organizzazione evangelica "Desiring God", che prende il nome da uno dei suoi libri.  

## Biografia
Piper è nato a Chattanooga in Tennessee da Bill e Ruth Piper. Suo padre era un missionario e un fondatore di chiese evangeliste. Quando lui e sua sorella maggiore erano ancora piccoli, la famiglia Piper si trasferì in Sud Carolina, a Greenville, dove trascorsero il resto della loro adolescenza e si diplomarono alla Wade Hampton High School.
Piper si è sposato con Noël Henry nel 1968 e insieme hanno avuto cinque figli e dodici nipoti.
Piper ha frequentato il Wheaton College dal 1964 al 1968 laureandosi in letteratura anche se in principio aveva pensato di intraprendere studi medici. Ha anche una laurea in teologia conseguita a Pasadena, California. Ha conseguito il suo dottorato a Monaco, concentrandosi sul Nuovo Testamento. La sua tesi "Ama il tuo nemico" è stata pubblicata dalla Cambridge University Press e Baker Book House. Dopo aver conseguito il dottorato ha insegnato alla Bethel University and Seminary di Saint Paul, Minnesota, dal 1974 al 1980.
Perdette la madre nel 1974 in un incidente d'autobus, in Israele; nel 1990 Piper le dedicò il libro "What's the difference?".
Nel 2006, nel giorno del suo compleanno, Piper annunciò che gli era stato diagnosticato un cancro alla prostata. Il 14 febbraio 2006 Piper venne operato con successo.
Il 6 Marzo 2007 muore suo padre.
Nel 1980 John Piper divenne pastore della chiesa battista di Minneapolis e vi rimase fino al 31 marzo 2013, domenica di Pasqua, quando pronunciò il suo ultimo sermone come pastore della chiesa in cui aveva lavorato per tanti anni; e in una lettera aperta alla congregazione annunciò che lui e la sua famiglia si sarebbero trasferiti in Tennessee per almeno un anno.
Durante un periodo di pausa Piper, nel giugno del 2011, aveva deciso di lasciare il suo ruolo di pastore. Il 20 maggio 2012 era stato designato Jason Mayer come suo successore.

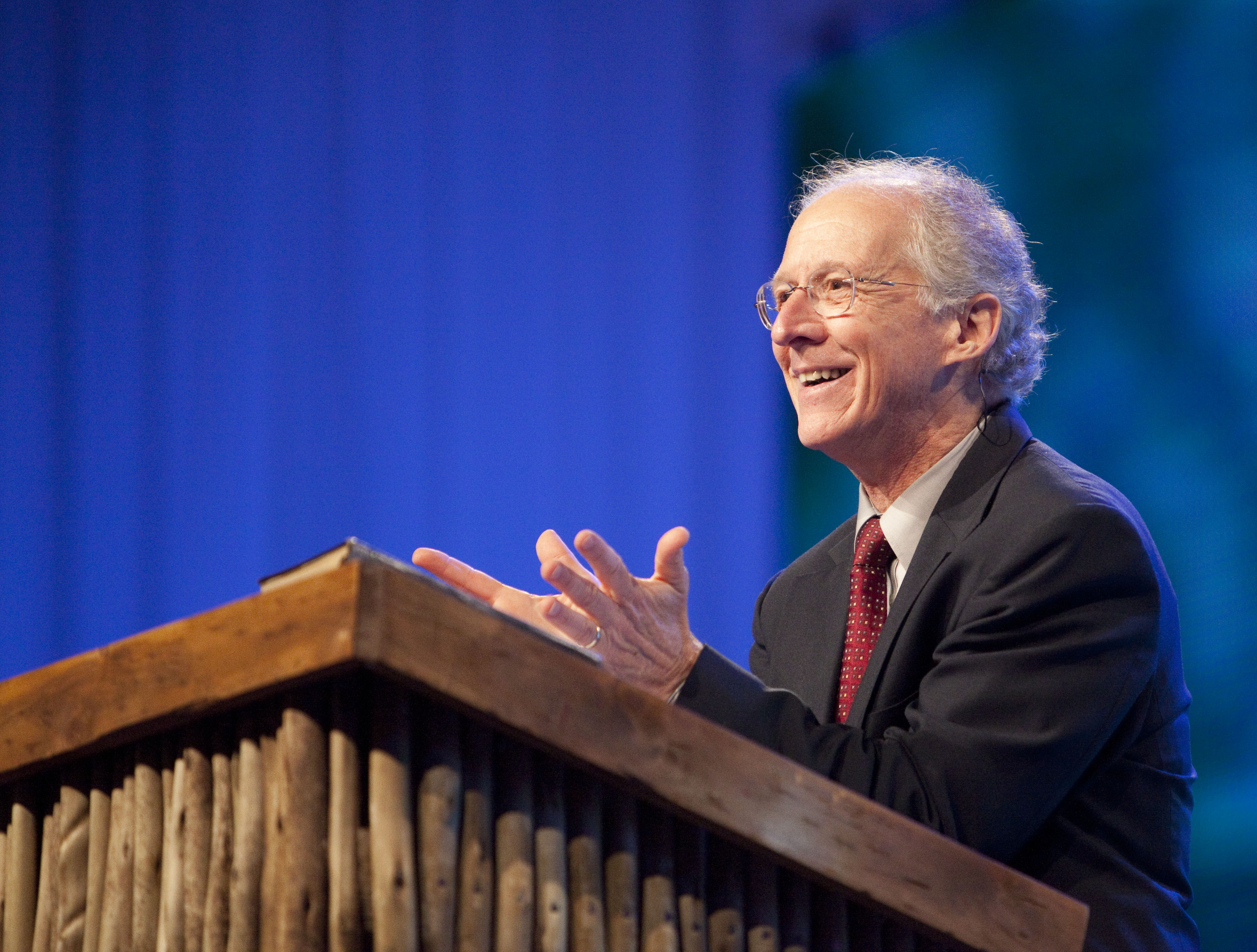
John Piper nel 2010

## Visione teologica

### Edonismo cristiano
Piper sostiene l'edonismo cristiano e insegna che "Dio è glorificato di più in noi quando siamo soddisfatti di più in Lui" e che il più alto perseguimento di Dio ("la sua gloria") e la più profonda e duratura felicità dell'uomo vengono insieme in un'unica ricerca, la ricerca della gioia di Dio.

### Ruolo di genere
Piper enuncia una visione complementare dei ruoli dei generi. Tale visione afferma che la Bibbia insegna che un marito è chiamato a guidare, proteggere e provvedere amorevolmente per sua moglie e la sua famiglia e che sua moglie debba, con gioia ed intelligenza, affermare la guida di suo marito e sottomettersi ad essa.
In merito Piper, insieme a Wayne Grudem, ha scritto un libro intitolato "Recovering Biblical Manhood and Womanhood". Uno dei capitoli è stato stampato più volte con il titolo "What's the Difference?".

### Calvinismo
La soteriologia di Piper è calvinista e la sua ecclesiologia è battista. Lui predica, in modo particolare, la dottrina calvinista della doppia predestinazione, che include la libertà incondizionata o la dannazione come un corollario della dottrina agostiniana dell'elezione incondizionata, ed è d'accordo con la visione di Leibniz, secondo la quale Dio decreta che questo universo sia il migliore di tutti i possibili universi.
Piper crede nella giustificazione per sola fede, e non per opere, e i suoi insegnamenti empatizzano il bisogno di un'attiva ed inevitabile perseveranza del credente in fede, santificazione e sopportazione della sofferenza, che lui crede sia la prova della grazia salvifica di Dio. Secondo Piper, un cristiano che non persevera con fede fino alla fine dimostra che lui si è sbagliato riguardo alla sua elezione e non è mai stato un vero credente dal primo momento.

### Doni spirituali
Riguardo ai doni spirituali, Piper crede che i doni supernaturali dello Spirito Santo come la profezia, i miracoli, la guarigione e la diversità di lingue non siano cessati e dovrebbero essere cercati dalla chiesa, in particolare con riguardo alla missione e all'evangelismo. Piper crede che l'ufficio degli apostoli sia terminato e che il dono della profezia nella chiesa non sia lo stesso che ha ispirato le scritture. Crede inoltre che la rivelazione supernaturale di Dio nel Nuovo Testamento, il dono della profezia, sia senza errore; afferma che oggi, al di fuori della Parola di Dio scritta nella Bibbia, la percezione, la comprensione e la consegna della rivelazione del profeta sia imperfetta e fallibile e che, quindi, le moderne profezie nelle chiese debbano essere filtrate.

### Escatologia
Piper descrive se stesso come un "premillennialista ottimista" e sostiene una visione "post-tribolazione" della seconda venuta di Gesù (che insegna che la Chiesa andrà incontro alla cosiddetta "Grande Tribolazione"). A causa di questa credenza, Piper afferma che il capitolo 11 della lettera di Paolo ai Romani insegna che una massa di persone delle tribù d'Israele sarà salvata quando l'indurimento dei loro cuori sarà rimosso, alla seconda venuta di Gesù. Quindi sostiene l'importanza della speranza nella resurrezione dalla morte al ritorno di Cristo.

### Legge e Alleanza
Piper non si riconosce in nessuno dei tipici contesti ermeneutici: afferma di essere più lontano dal dispensazionalismo e più vicino alla teologia federale o una nuova teologia federale in materia di "Legge e Alleanze", ma è di condividere la credenza dispensazionalista che ci sarà un millennio. Afferma inoltre che la Legge era intesa da Dio come strumento per rivelare il peccato e mostrare l'inabilità umana di vivere secondo gli standard di Dio. I cristiani, vivendo sotto il "Nuovo Patto", non sono più soggetti alla legge del "Vecchio Patto" ma sono capaci di onorare il suo intento attraverso la fede in Gesù Cristo.
Piper insegna inoltre che, per Dio, il suo popolo è oggetto di un'unica alleanza, prima con gli Ebrei credenti del Vecchio Testamento e in seguito con coloro che hanno una relazione con Lui costituita dalla Chiesa. Tutti i cristiani, sia Ebrei che Gentili, sono quindi eredi di diritto di tutte le promesse fatte ad Israele (terra, regno, ecc.) mentre gli Ebrei che hanno rifiutato Gesù come Messia non hanno diritto di rivendicare tali promesse.

## Opere

### In inglese
- Love Your Enemies: Jesus' Love Command in the Synoptic Gospels and the Early Christian Paraenesis (Cambridge University Press, 1980; Baker, 1991).
- The Justification of God: An Exegetical and Theological Study of Romans 9:1–23 (Baker, 1983; 2nd ed. 1993).
- Desiring God: Meditations of a Christian Hedonist (Multnomah, 1986; 2nd ed, 1996; 3rd ed, 2003; 4th ed [25th Anniversary], 2011).
- The Supremacy of God in Preaching (Baker, 1990, 2nd ed, 2003).
- The Pleasures of God (Multnomah, 1991; Expanded edition, 2000).
- Recovering Biblical Manhood and Womanhood (Co-editor) (Crossway, 1991).
- Let the Nations Be Glad! The Supremacy of God in Missions (Baker, 1993, 2nd Edition 2003).
- Future Grace: The Purifying Power of Living By Faith In Future Grace (Multnomah, 1995).
- A Hunger for God: Desiring God Through Fasting and Prayer (Crossway, 1997).
- A Godward Life: Savoring the Supremacy of God in All of Life (Multnomah, 1997).
- God's Passion for His Glory: Living the Vision of Jonathan Edwards (Crossway, 1998).
- The Innkeeper (Crossway, 1998).
- A Godward Life, Book Two: Savoring the Supremacy of God in All of Life (Multnomah, 1999).
- The Legacy of Sovereign Joy: God's Triumphant Grace in the Lives of Augustine, Luther, and Calvin (Crossway, 2000).
- The Hidden Smile of God: The Fruit of Affliction in the Lives of John Bunyan, William Cowper, and David Brainerd (Crossway, 2001).
- Seeing and Savoring Jesus Christ (Crossway, 2001, 2nd edition, 2004).
- The Dangerous Duty of Delight: Daring to Make God the Object of Your Desire (Multnomah, 2001).
- What's the Difference?: Manhood and Womanhood Defined According to the Bible (Crossway, 2001, reprint 2008).
- The Misery of Job and the Mercy of God (Crossway, 2002).
- Brothers, We Are not Professionals: A Plea to Pastors for Radical Ministry (Broadman & Holman Publishers, 2002).
- The Roots of Endurance: Invincible Perseverance in the Lives of John Newton, Charles Simeon, and William Wilberforce (Crossway, 2002).
- Counted Righteous in Christ: Should We Abandon the Imputation of Christ's Righteousness? (Crossway, 2002).
- Beyond the Bounds (co-editor) (Crossway, 2003).
- Don't Waste Your Life (Crossway, 2003).
- Pierced By the Word: Thirty-One Meditations for Your Soul (Multnomah, 2003).
- The Prodigal's Sister (Crossway, 2003).
- The Passion of Jesus Christ (Crossway, 2004). Edito anche con il titolo Fifty Reasons Why Jesus Came to Die
- When I Don't Desire God: How to Fight for Joy (Crossway, 2004).
- Life As a Vapor (Multnomah, 2004).
- A God Entranced Vision of All Things (Co-editor; Crossway, 2004).
- Sex and the Supremacy of Christ (Justin Taylor, Crossway, 2005).
- Taste and See: Savoring the Supremacy of God in All of Life (Multnomah, 2005).
- God is the Gospel: Meditations on God's Love as the Gift of Himself (Crossway, 2005).
- Contending for Our All: Defending Truth and Treasuring Christ in the Lives of Athanasius, John Owen, and J. Gresham Machen (Crossway, 2006).
- Fifty Reasons Why Jesus Came to Die (Crossway, 2006).
- Suffering and the Sovereignty of God (Crossway, 2006).
- What Jesus Demands from the World (Crossway, 2006).
- When the Darkness Will Not Lift: Doing What We Can While We Wait for God—and Joy (Crossway, 2007)
- Amazing Grace in the Life of William Wilberforce (Crossway, 2007).
- The Supremacy of Christ in a Postmodern World (co-editor w/ Justin Taylor, Crossway, 2007)
- Battling Unbelief: Defeating Sin with Superior Pleasure (Multnomah, 2007)
- The Future of Justification: A Response to N. T. Wright (Crossway 2007).
- Spectacular Sins: And Their Global Purpose in the Glory of Christ (Crossway, 2008).
- John Calvin and His Passion for the Majesty of God (Crossway, 2008).
- The Hidden Smile of God: The Fruit of Affliction in the Lives of John Bunyan, William Cowper, and David Brainerd (Crossway, 2008).
- Finally Alive (Christian Focus, 2009).
- This Momentary Marriage: A Parable of Permanence (Crossway, 2009)
- Filling Up the Afflictions of Christ: The Cost of Bringing the Gospel to the Nations in the Lives of William Tyndale, Adoniram Judson, and John Paton (Crossway, 2009).
- A Sweet and Bitter Providence: Sex, Race, and the Sovereignty of God (Crossway 2010).
- Jesus: The Only Way to God: Must You Hear the Gospel to be Saved? (Baker, 2010).
- Think: The Life of the Mind and the Love of God (Crossway, 2010).
- The Gadarene (Desiring God, 2010)
- The Pastor as Scholar and the Scholar as Pastor (Crossway, 2011).
- Bloodlines: Race, Cross, and the Christian (Crossway, 2011).

### In italiano
- Lampade ardenti e splendenti (Alfa & Omega, 2001)
- Desiderare Dio - Meditazioni di un edonista Cristiano (Ass. Evangelica Passaggio, 2003)
- La passione di Gesù Cristo. Cinquanta ragioni per cui Cristo soffrì e morì (Alfa & Omega, 2004)
- Il retaggio della suprema gioia. La grazia trionfante di Dio nella vita di Agostino, Lutero e Calvino (Alfa & Omega, 2006)
- I piaceri di Dio. Meditazioni sul diletto di Dio nell'essere Dio (Ass. Evangelica Passaggio, 2006)
- Le nazioni gioiscano. La supremazia di Dio nelle missioni (Ass. Evangelica Passaggio, 2006)
- Amazing Grace - La stupenda grazia nella vita di William Wilberforce (Alfa & Omega, 2007)
- La supremazia di Dio nella predicazione (Alfa & Omega, 2008)
- Ciò che Gesù esige dal mondo - Parte Prima (Istituto Biblico Evangelico, 2009)
- Ciò che Gesù esige dal mondo - Parte Seconda (Istituto Biblico Evangelico, 2010)
- Non sprecare la tua vita (Coram Deo, 2010)
- Quando il buio non passa. Che cosa fare mentre aspettiamo Dio e la sua gioia (Ass. Evangelica Passaggio, 2010)
- Il sorriso nascosto di Dio. Il frutto della sofferenza nella vita (Alfa & Omega, 2011)
- Le radici della perseveranza. L'indomabile costanza nella vita (Alfa & Omega, 2011)
- Vedete e gustate Gesù Cristo (BE Edizioni, 2012)
- Dio è il vangelo. Riflessioni sull'amore di Dio quale dono di sé stesso (BE Edizioni, 2013)
- Combattere strenuamente per la fede. La difesa della verità e il tesoro di Cristo nelle vite di Atanasio, John Owen e J. Greshan Machen (Alfa & Omega, 2013)
- Rifletti. L'attività intellettuale e l'amore per Dio (BE Edizioni, 2013)
- Quali sono le differenze? Mascolinità e femminilità definiti secondo la Bibbia (BE Edizioni, 2014)
- Cinque punti. Verso un'esperienza più profonda della grazia di Dio (BE Edizioni, 2014)
- Finalmente vivi! Cosa accade nella nuova nascita (Coram Deo, 2014)
- Dallo Sabbath al Giorno del Signore - Un'indagine biblica, storica e teologica (BE Edizioni, 2013)